# الهيد بانك

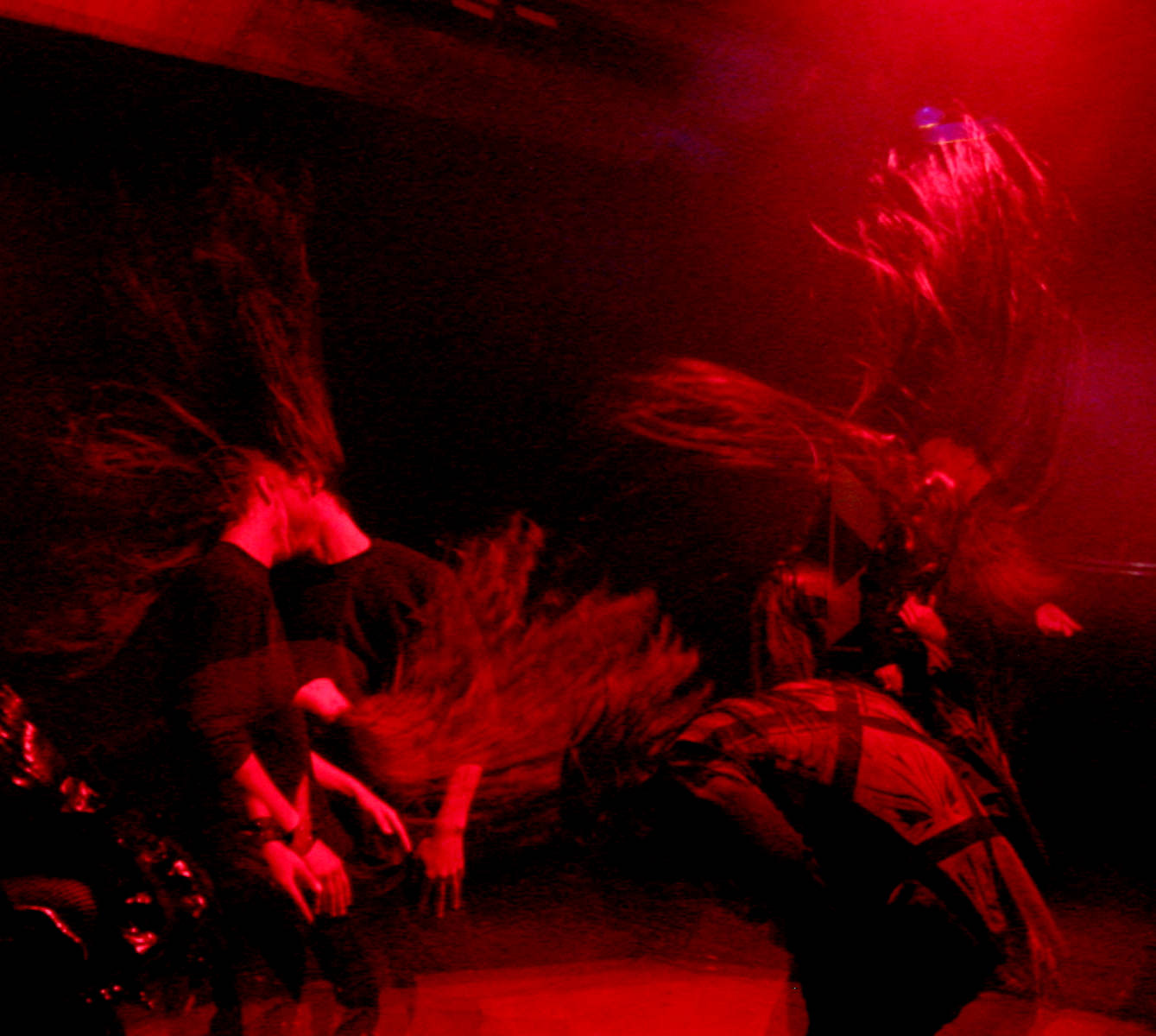

الهيد بانك (بالإنجليزية: Headbanging)‏ هو نوع من الرقص الذي ينطوي على هز الرأس بعنف في الوقت المناسب مع الموسيقى، الأكثر شيوعا من نوع موسيقى الروك، البانك، الميتال.

## الأصل
مصطلح «هيد بانكَر» التي صيغت من خلال عازف الإيتار «ليد زيبلين» في أول جولة عالمية له في سنة 1969, أثناء عرض في حفلة الشاي في بوستن، أعضاء الحضور في الصف الأول من الحفلة يهزون روؤوسهم مع الإيقاع والموسيقى كما في حفلات الميتال.
قال المغني وعازف البيز غيتار من فرقة «موتور هيد» في مقابلة في الفيلم الوثائقي The Decline of Western Civilization II: The Metal Years، أن مصطلح «الهيدبانكَر» يجب أن تنشأ من اسم الفرقة كما في "Motorheadbanger".
وقال المغني «لان غيلان» من فرقة «ديب بوربل»، عندما سأل عن ظاهرة «الهيدبانكَ» قال: هذا احتمال واضح لظهور اصابات خطيرة.

## الآثار الصحية
في سنة 2005 تسبب لـ عازف الإيتار «تيرى بالسامو» في فرقة «ايفانسيز» السكتة الدماغية له بسبب «الهيدبانكَ» (هز الرأس).